# Eldrad z Novalesy
Eldrad z Novalesy, również: Eldred, Eldradus, z celt. 'człowiek lasu' (ur. w 2. poł. VIII wieku w Ambel, zm. ok. 844 w Novalesie) – francuski benedyktyn, opat Novalesy, święty Kościoła katolickiego.
Pochodzić miał z arystokratycznej rodziny frankońskiego wojownika z zamku Ambelli, utożsamianym z obecnym Ambel (60 km od Grenoble) nad rzeką Drac.
Pierwsze wzmianki pochodzą z okresu jego pobytu w benedyktyńskim klasztorze w Novalesie. Tam, dzięki swojej gorliwości w pracy i modlitwie został wybrany na przełożonego klasztoru. Funkcję tę sprawował prawdopodobnie od 820 roku aż do śmierci.
Eldrad zauważywszy liczne błędy popełniane przez braci zakonnych podczas odczytywania Księgi Psalmów, postanowił dokonać korekty tłumaczenia. Do pracy zaprosił diakona Flora, który mieszkał i nauczał w Lyonie. Razem wykonywali prace korekcyjne polegające na porównaniu tekstu łacińskiego z tekstem hebrajskim.

## Kult
Szczególnym miejscem kultu Eldrada jest miasto Novalesa, głównie kaplica udekorowana freskami przedstawiającymi sceny z życia świętego.
W ikonografii Eldrada przedstawia się zazwyczaj z habitem oraz psałterzem, niekiedy jako rolnika, a rzadziej jako pielgrzyma w Santiago de Compostela.
Jest patronem Novalesy, rolników, zakonników (w szczególności benedyktynów).
Jego wspomnienie liturgiczne obchodzone jest 13 marca.